# Нектарий (Андонопулос)
Митрополи́т Некта́рий (греч. Μητροπολίτης Νεκτάριος Αντωνόπουλος; род. 1952, Амарусион, Греция) — епископ Элладской православной церкви, митрополит Арголидский (с 2013).

## Биография
Родился в 1952 году в городе Амарусион (Маруси), в Греции. Окончил Афинскую начальную школу (Ανωτέρας Ιερατικής Σχολής Αθηνών) и после обучался в богословском институте Афинского университета.
После службы в армии, в 1976 году был пострижен в монашество и рукоположен в иеродиакона митрополитом Керкирским Поликарпом (Вагенасом).
В 1977 году вступил в братство Преображенского монастыря Сагмата в Фивах.
В 1983 году митрополитом Фивским Иеронимом (Лиаписом) был рукоположен в сан иеромонаха и в дальнейшем нёс послушание священнослужителя и руководителя молодёжного отдела Фивской и Левадийской митрополии.
В 1991 году, в связи с болезнью и отставкой настоятеля Преображенского монастыря архимандрита Никодима (Бадалукаса), был избран игуменом обители.
18 октября 2013 года решением Священного синода иерархии Элладской православной церкви был избран для рукоположения в сан митрополита Арголидского.
20 октября 2013 года в храме Святого Дионисия Ареопагита в Афинах состоялась его архиерейская хиротония.
24 ноября 2013 года в кафедральном соборе Святого Георгия Нафплиона состоялась его интронизация.
Является автором ряда книг по пастырскому богословию.

## Награды
- Орден «За заслуги»  III степени (30 ноября 2013 года, Украина) — за значительный личный вклад в социально-экономическое, научно-техническое, культурно-образовательное развитие Украинского государства, весомые трудовые достижения, многолетний добросовестный труд[3].